# Martin Reik

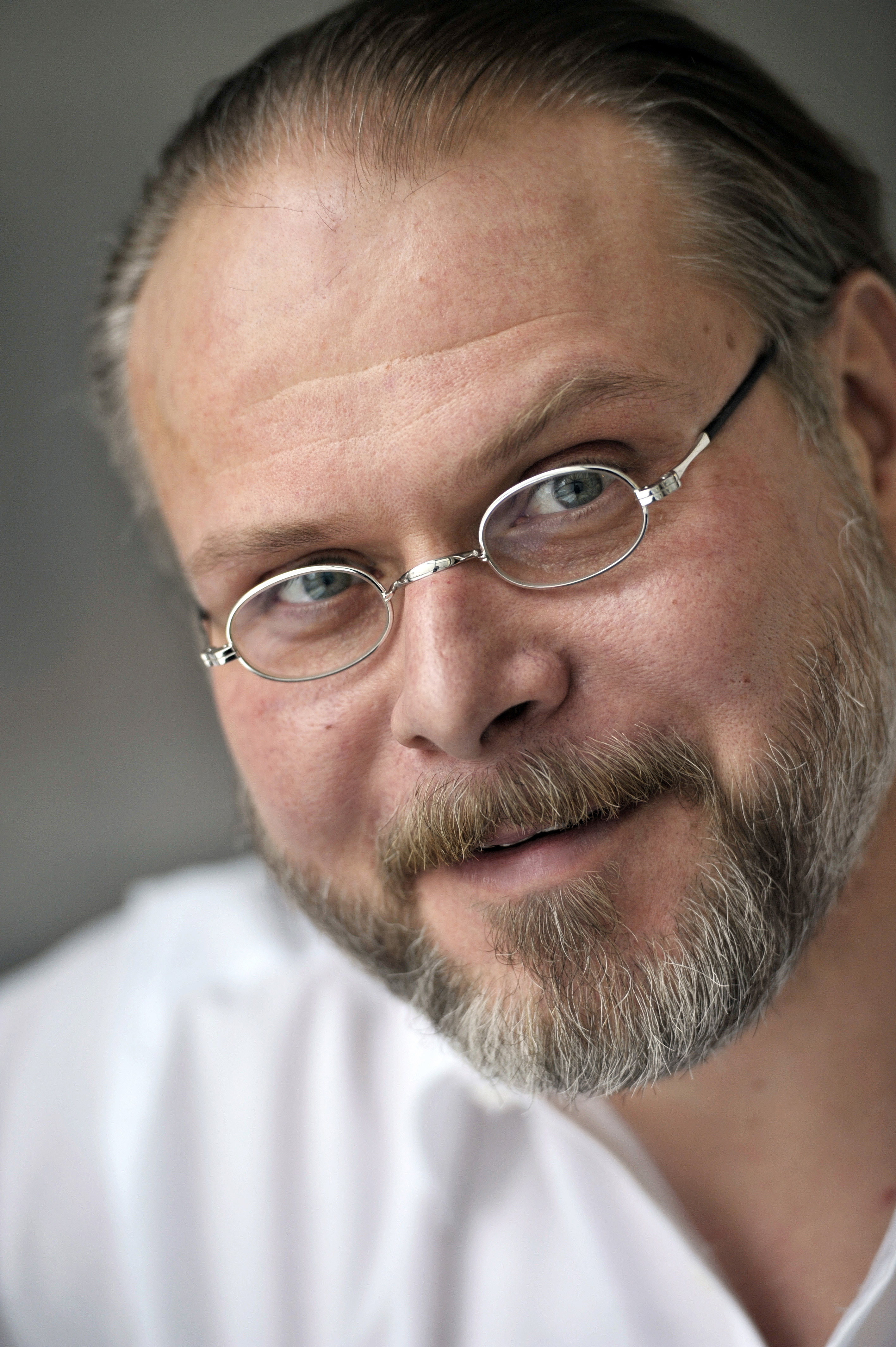
Martin Reik (Februar 2012)

Martin Reik (* 1970 in Süßen, Landkreis Göppingen) ist ein deutscher Schauspieler.

## Leben
Von 1992 bis 1996 absolvierte Martin Reik seine Ausbildung an der Hochschule für Schauspielkunst „Ernst Busch“ Berlin. Sein erstes Engagement war am Mecklenburgischen Staatstheater Schwerin (1995–2000). Danach war er für acht Jahre bis 2008 am Schauspielhaus Leipzig engagiert. Dort arbeitete er u. a. mit Wolfgang Engel, Armin Petras, Alexander Lang, Karin Henkel und Volker Lösch. Danach war er bis 2009 am Staatsschauspiel Dresden engagiert. Von 2009 bis 2011 spielte er am Theater Magdeburg. Wichtige Rollen: Mackie Messer in Schwerin, Don Carlos in Leipzig und Wilhelm Tell in Dresden. Seit der Spielzeit 2011/12 ist er Ensemblemitglied des neuen theaters Halle. Im Fernsehen spielte er u. a. im Tatort Dortmund – Auf ewig Dein (2013) die Rolle Stefan Passek.

## Inszenierungen & Filmografie

### Film und Fernsehen
- 1995: Himmelfahrt, Regie: Stefan Jäger
- 1999: Das Schloß meines Vaters, Regie: Carola Hattop
- 2010: Barriere (Kino), Regie: Andreas Kleinert
- 2013: König von Deutschland (Kino), Regie: David Dietl
- 2013: Tatort – Die Wahrheit stirbt zuerst (Fernsehreihe)
- 2013: Tatort – Franziska (Fernsehreihe)
- 2013: Steinbrecher (Kurzfilm), Regie: Oliver Moser
- 2013: Jedes Jahr im Juni
- 2014: Tatort – Auf ewig Dein (Fernsehreihe)
- 2014: Stereo (Kino), Regie: Maximilian Erlenwein
- 2014: Koslowski & Haferkamp (Fernsehserie, Folge Der Panther von Bochum)
- 2014: Zorn – Tod und Regen (Fernsehreihe)
- 2014: Bornholmer Straße
- 2014: Spreewaldkrimi – Mörderische Hitze (Fernsehreihe)
- 2015: Notruf Hafenkante (Fernsehserie, Folge Help)
- 2016: 24 Wochen (Kino), Regie: Anne Z. Berrached
- 2016: Tierärztin Dr. Mertens (Fernsehserie, Folge Gegenwind)
- 2016: Stille Reserven
- 2016–2024: SOKO Leipzig (Fernsehserie, verschiedene Rollen, 3 Folgen)
- 2016: Terra X – Bier – Eine Weltgeschichte (Fernsehreihe)
- 2017: Jetzt.Nicht., Regie: Julia Keller
- 2017: Schuld nach Ferdinand von Schirach (Fernsehserie, Folge Kinder)
- 2017: Harter Brocken: Die Kronzeugin, Regie: Florian Baxmeyer
- 2020: Die Känguru-Chroniken
- 2020: WaPo Bodensee (Fernsehserie, Folge Vom Fischer und seiner Frau)
- 2022: ZERV – Zeit der Abrechnung (Fernsehserie, 1 Folge)
- 2023: Sam – Ein Sachse

### Rollen im Theater (Auswahl)
- Sir John Falstaff – Die lustigen Weiber von Windsor (Shakespeare) – Regie: Jörg Steinberg
- Rockstar Sam Embers – Der Garten (Deutsche UA / Anja Hilling) – Regie: Michael Schweighöfer
- Dirigent Daniel Daréus – Wie im Himmel (nach dem Film von Kay Pollak) – Regie: Henriette Hörnigk
- Othello – Othello. (Werner Buhss) – Regie: Wolfgang Engel
- Wolf Heider – Frau Müller muss weg (Hübner) – Regie: Henriette Hörnigk
- Henry Higgins – My Fair Lady – Oper Halle – Regie: Karl Absenger
- Andreas Baader – Fabelhafte Familie Baader (Brandau) – Regie: David Czesienski und Robert Hartmann
- Claudius – Hamlet (Shakespeare) – Regie: Jan Jochymski
- Wilhelm Tell – Wilhelm Tell (Schiller) – Staatsschauspiel Dresden – Regie: Wolfgang Engel
- Goebbels – Die Wunde Dresden – Regie: Volker Lösch
- Simon – Verbrennungen (Mouawad) – Regie: Robert Schuster
- Illo & Kapuziner – Wallenstein (Schiller) – Regie: Wolfgang Engel
- Don Karlos – Don Karlos (Schiller) – Schauspiel Leipzig – Regie: Wolfgang Engel
- Riff Raff – The Rocky Horror Show – Musikalische Komödie Leipzig – Regie: Ana Haftert
- Thomas – Sterne über Mansfeld (Kater) – Regie: Armin Petras
- Siegfried – Die Nibelungen (Hebbel) – Regie: Alexander Lang
- Wlas – Sommergäste (Gorki) – Regie: Karin Henkel
- Puck – Ein Sommernachtstraum (Shakespeare) – Regie: Johanna Schall
- Mackie Messer – Die Dreigroschenoper (Brecht/Weill) – Mecklenburgisches Staatstheater Schwerin – Regie: Peter Dehler